# Lapidi dedicate a Dante Alighieri a Bologna
Le lapidi dedicate a Dante Alighieri a Bologna sono tredici e si riferiscono alla vita e all’opera del poeta. Tali manufatti sono collocati sulle facciate di edifici storici, vie e piazze della città felsinea.

## Iscrizione dentro la basilica di San Domenico

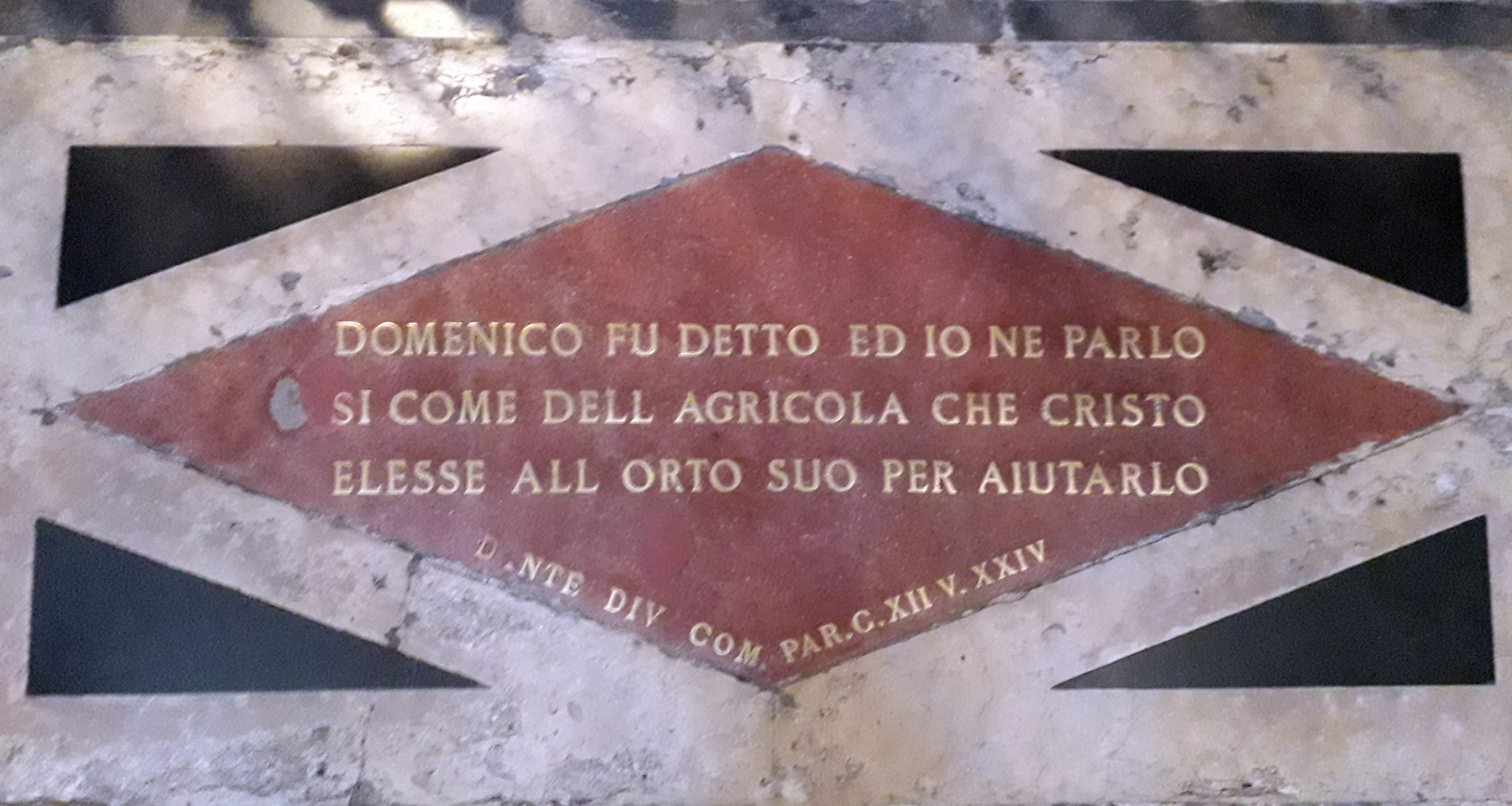
Scritta sul pavimento all'interno della Basilica di San Domenico

La scritta è collocata sul pavimento all’interno della Basilica di San Domenico, all’ingresso della cappella  dove è custodita la celebre Arca di San Domenico.
I versi citati compaiono nel XII canto del Paradiso che si svolge nel Cielo del Sole, dove si trovano gli spiriti sapienti. San Bonaventura da Bagnoregio descrive la vita di San Domenico di Guzman.
L'iscrizione recita:
si come dell’agricola che cristo
elesse all’orto suo per aiutarlo»
(Dante Alighieri, Paradiso  c. XII v. XXIV)

## Lapide di Strada Maggiore 17

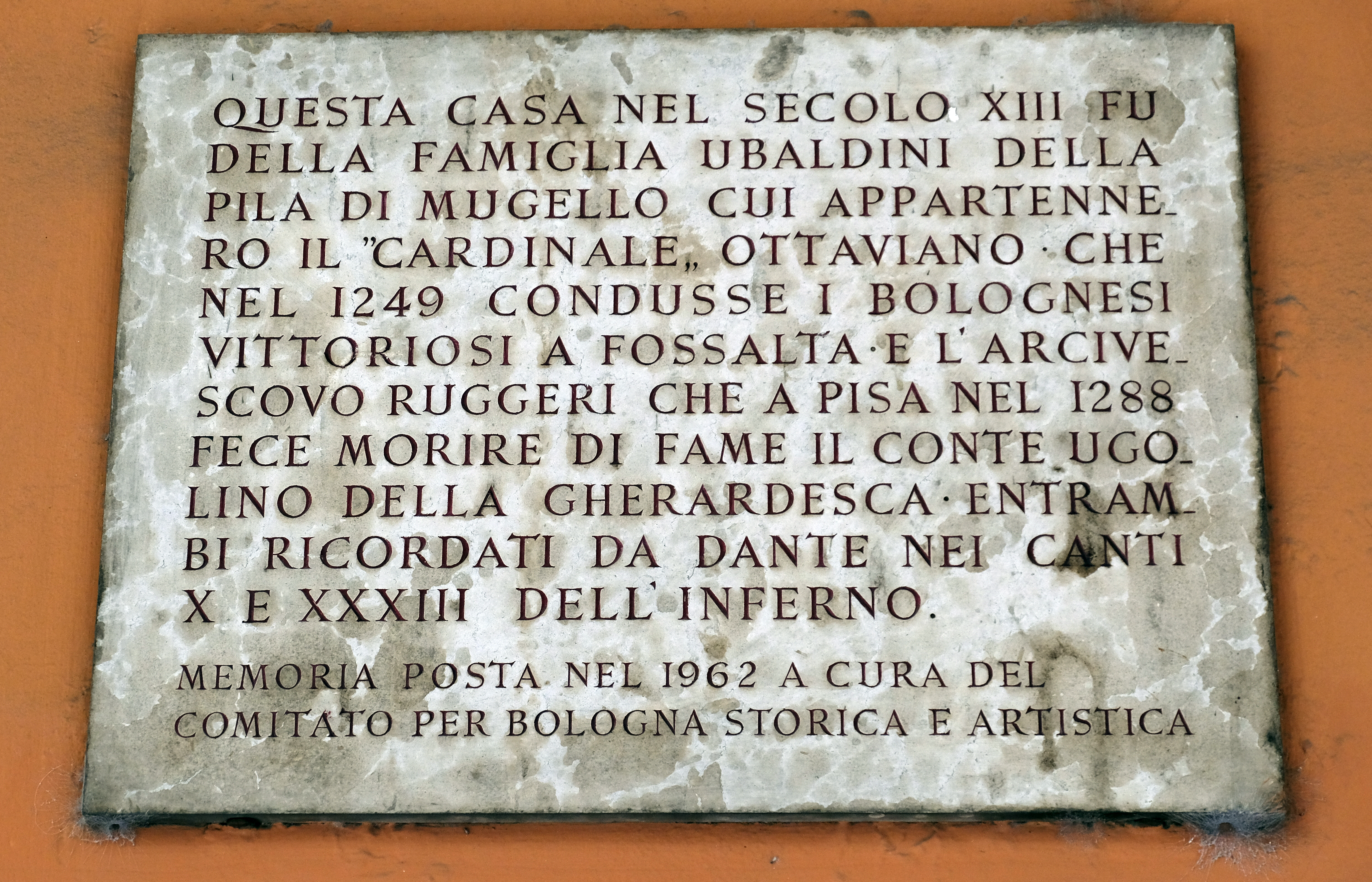
Lapide di Strada Maggiore 17

La lapide ricorda che qui si trovava, nel XIII secolo, l'abitazione della famiglia Ubaldini, che diede i natali a Ottaviano degli Ubaldini il quale fu vescovo di Bologna e successivamente Cardinale. Ebbe un ruolo significativo nella battaglia contro Federico II. Dante Alighieri lo colloca all'Inferno nel cerchio degli epicurei, accanto a Federico stesso.
La lapide recita:

## Lapide di via de’ Marchi 31
La lapide situata in via de’ Marchi 31 si riferisce a Graziolo Bambaglioli che fu letterato italiano. La sua notorietà sul piano letterario la si deve a un commento in latino sull’Inferno dantesco, scritto nel 1324 con l’intenzione di elogiare Dante come uomo e poeta.
La lapide recita:
cospicua famiglia, alla quale

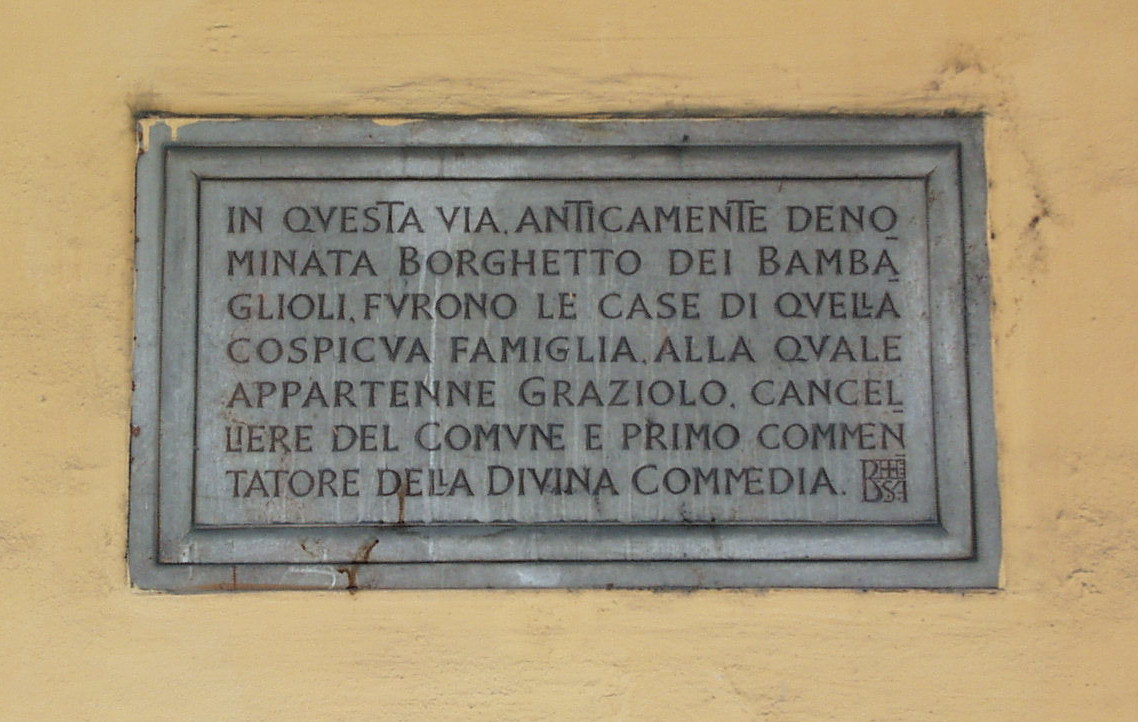
Lapide di via de' Marchi 31

appartenne Graziolo, cancelliere del Comune e primo commentatore della divina commedia.»
Non erano lontane dal Borgo dei Bambaglioli anche le aule in cui insegnava Cecco D’Ascoli poeta, medico filosofo che era stato anche amico di Dante. Secondo una leggenda popolare i due ebbero una diatriba sulla superiorità dell’educazione sull’istinto. Per confermare la sua teoria che prevedeva tale superiorità, secondo la leggenda, Dante addestrò un gatto perché reggesse una candela e lo mostrò all’amico. Per confutare questa teoria e dimostrare la superiorità dell’istinto sull’educazione Cecco D’Ascoli si presentò con alcuni topi dentro una gabbia. Appena la gabbia venne aperta il gatto iniziò a rincorrerli, senza più dare attenzione ai richiami del suo padrone.

## Lapide di via Gaibola 8
La lapide si riferisce a Venedico Caccianemico, uomo politico citato da Dante nell’Inferno nel girone dei ruffiani:
se le fazion che porti non son false,
Venedico se' tu Caccianemico.
Ma che ti mena a sì pungenti salse?»
(Dante Divina Commedia, Inferno c. XVIII vv. 48-66)

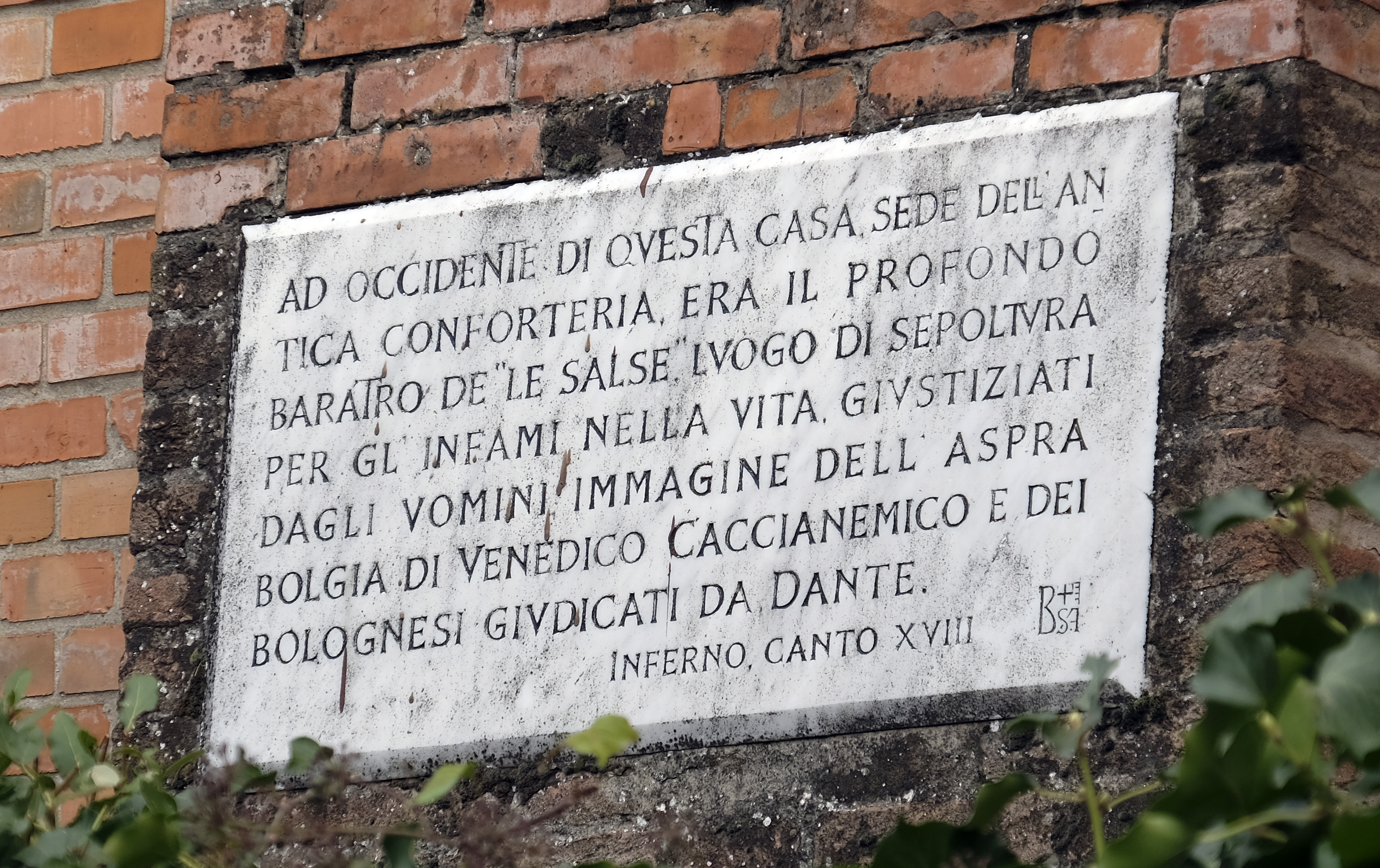
La lapide di via Gaibola 8

Nel suo viaggio all'Inferno, Dante incontra il bolognese Venedico Caccianemico che confessa di trovarsi nel girone dei ruffiani insieme a tanti altri bolognesi per aver spinto la sorella Ghisolabella a essere accondiscendente con il Marchese di Ferrara. Infatti, era risaputo che Caccianemico era favorevole alle mire espansionistiche degli Este.
Alcuni commentatori hanno ritenuto che con il termine "Salse" Dante facesse riferimento a un luogo che si trovava vicino al convento dell'Osservanza dove venivano seppelliti coloro che si macchiavano di infamie. A Bologna il luogo veniva chiamato in questo modo per la natura salmastra del suolo.
La lapide recita:
baratro de "le salse", luogo di sepoltura
per gl'infami, nella vita giustiziati
dagli uomini, immagine dell'aspra
bolgia di Venedico Caccianemico e dei
bolognesi giudicati da dante. Inferno Canto XVIII
BSA»

## Lapide in via Castiglione 11

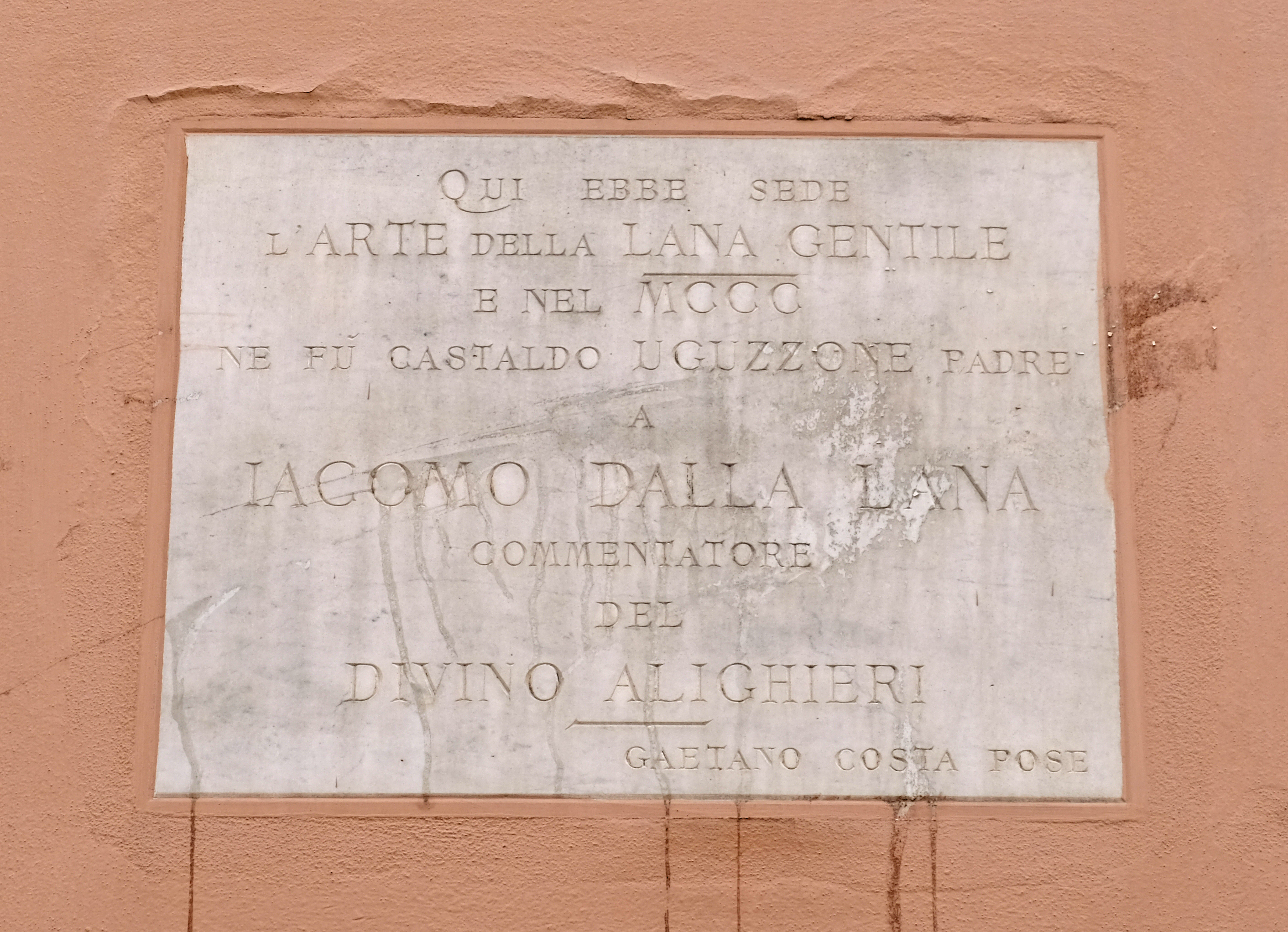
Lapide in Via Castiglione 11

La lapide che si trova in via Castiglione 11 si riferisce a Uguzzone, padre di Jacopo Dalla Lana. Quest'ultimo fu il primo commentatore trecentesco che abbia chiosato interamente la Divina Commedia, grazie anche ai precedenti lavori di Jacopo Alighieri e  Graziolo Bambaglioli che si erano però limitati alla prima cantica.
La lapide recita:
e nel MCCC ne fu Castaldo Uguzzone padre
a Iacomo dalla Lana commentatore del Divino Alighieri.
Gaetano Costa pose»

## Lapide in via Castiglione 31

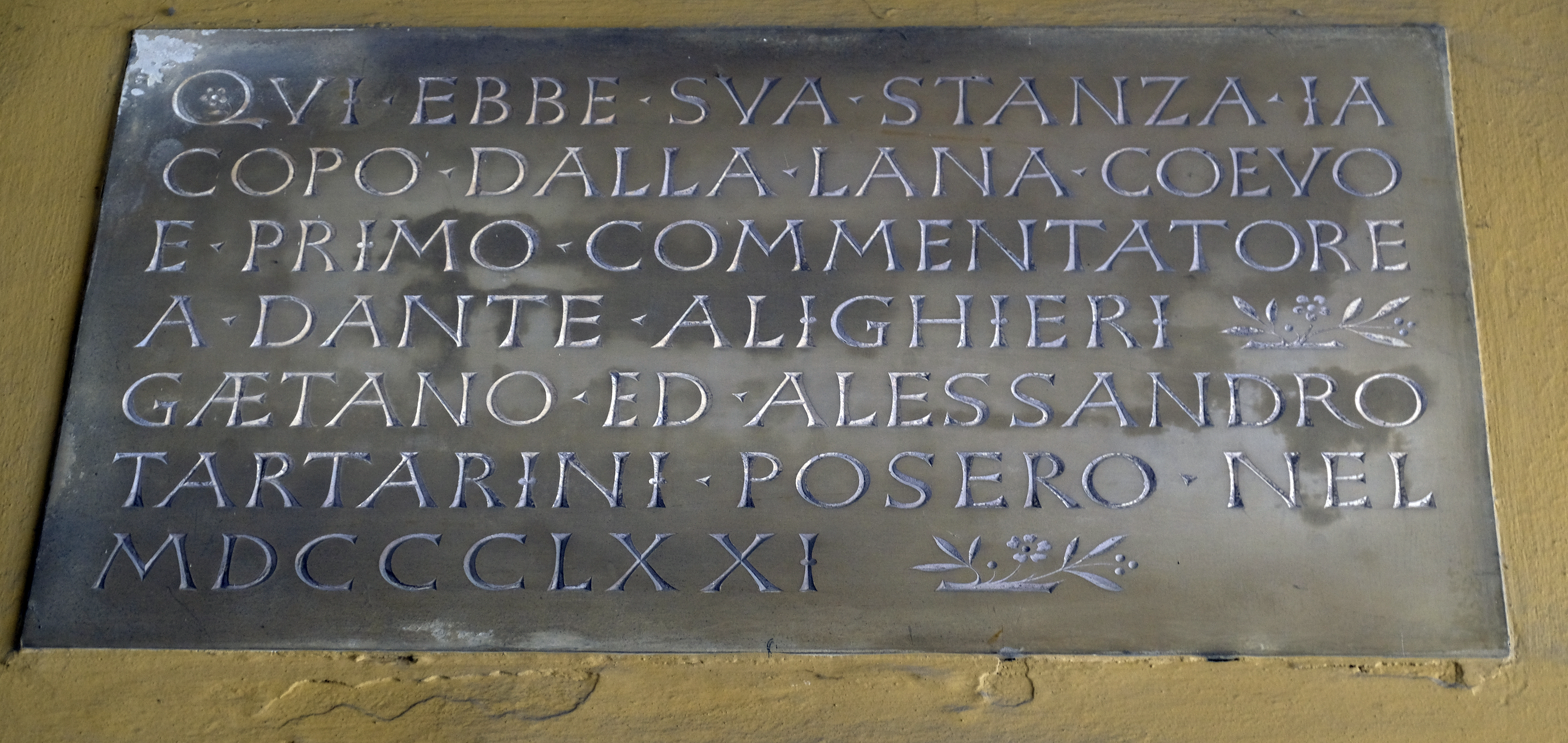
Lapide che si trova in Via Castiglione 31

La lapide è collocata nel cortile interno di un antico palazzo dove Jacopo della Lana, commentatore della Divina Commedia, ebbe la sua stanza. Quest'ultimo fu il primo chiosatore che, tra il 1324 e il 1328, commentò l’intera opera dantesca grazie anche ai precedenti lavori di Graziolo Bambaglioli, il quale però si era limitato alla prima cantica.
La lapide recita:
e primo commentatore a Dante Alighieri.
Gaetano e Alessandro Tartarini posero nel MDCCCLXXI»

## La lapide in via dell’Abbadia 1

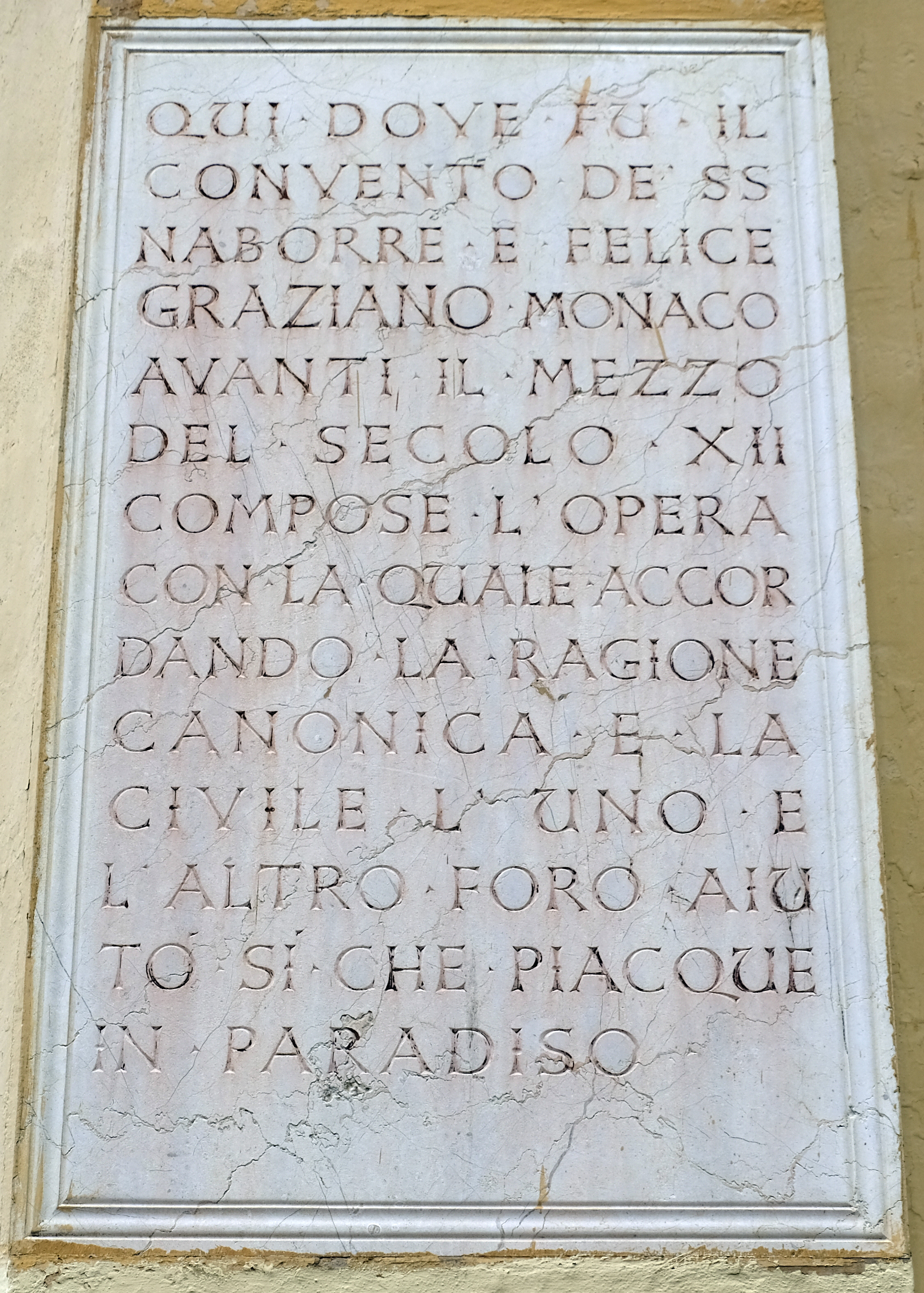
Lapide in via dell'Abbadia 1 - ingresso Cripta di San Zama

La lapide è collocata sulla facciata dell'Ex monastero] dei Ss. Naborre e Felice detto Abbadia ed è dedicata a Graziano da Chiusi, monaco, giurista italiano, considerato il padre fondatore del diritto canonico. Viene collocato da Dante Alighieri nel X canto del Paradiso, nel Cielo del Sole, dove San Tommaso d'Aquino lo presenta come esponente degli spiriti sapienti:
(Dante Alighieri, Divina Commedia - Paradiso, canto X, vv.103-105)
La lapide recita:
convento de' SS
Naborre e Felice
Graziano Monaco
avanti il mezzo
del secolo XII
compose l'opera
con la quale
accordando la ragione
canonica e la
civile l'uno e l'altro foro aiuto si che piacque
in paradiso»

## Lapide sulla parete di Porta Maggiore

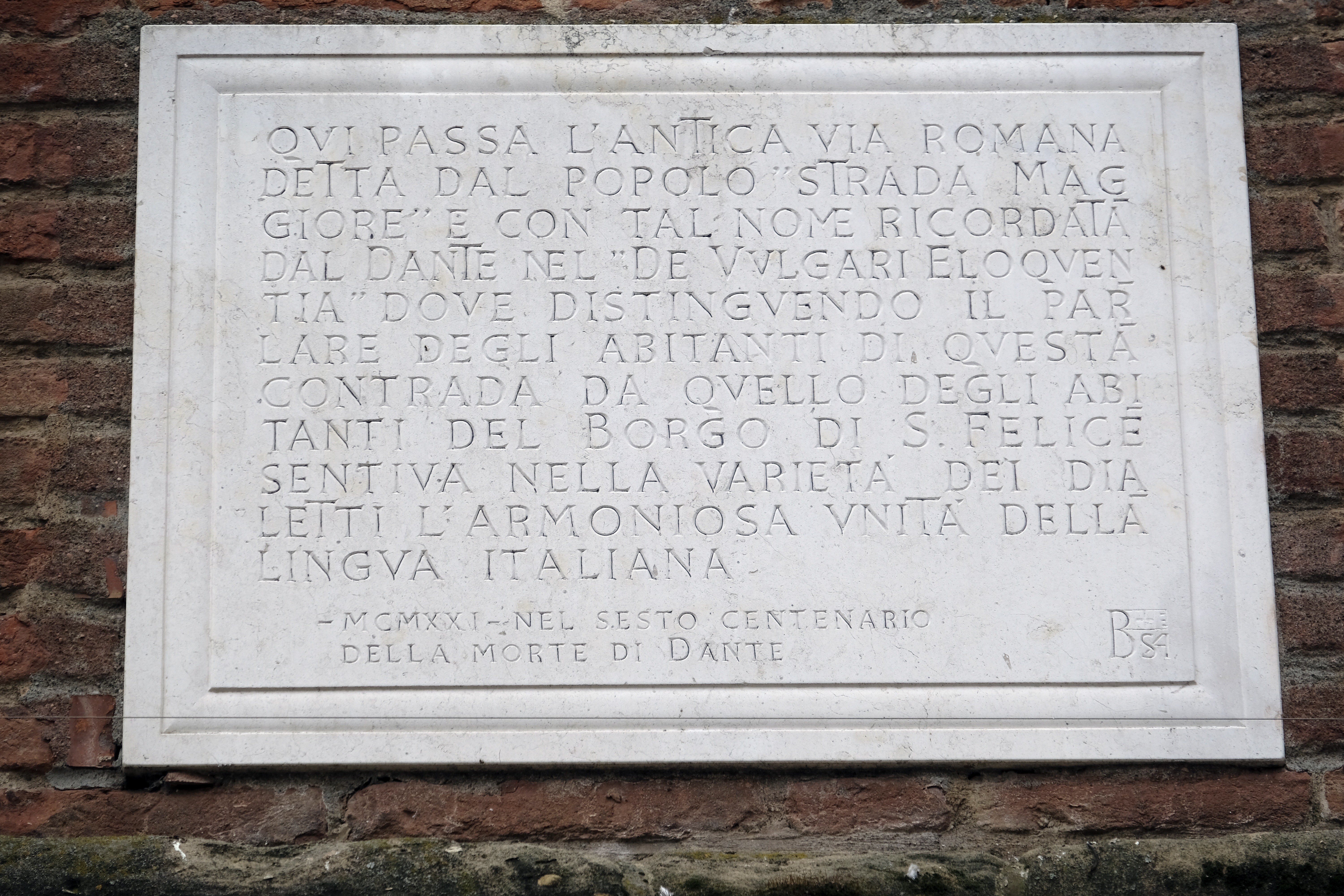
Lapide sulla parete di Porta Maggiore

Questa lapide fu collocata sulla parete di Porta Maggiore in occasione del sesto centenario della morte di Dante Alighieri e si riferisce al De Vulgari Eloquentia nel quale Dante sottolinea il diverso modo di parlare tra gli abitanti di via San Felice e quelli di Strada Maggiore, pur vivendo nella stessa città.
La lapide recita:
detta dal popolo “strada maggiore” e con tal nome ricordata dal dante nel “De Vulgari Eloquentia” dove distinguendo il parlare degli abitanti di questa contrada da quello degli abitanti del borgo di S. Felice sentiva nella varieta’ dei dia
letti l’armoniosa unita’ della lingua italiana
MCMXXI»

## Lapide sulla torre Garisenda
La lapide si trova sul lato orientale della Torre Garisenda e riporta dei versi del XXIII canto dell’Inferno. Il personaggio di Dante si trova nel “Pozzo dei giganti” puniti per essersi opposti a Dio, tra l’ottavo e il nono cerchio. Per descrivere il gigante Anteo che sporge dal pozzo per diversi metri, il sommo poeta attraverso una similitudine lo paragona alla torre Garisenda.
La lapide recita:

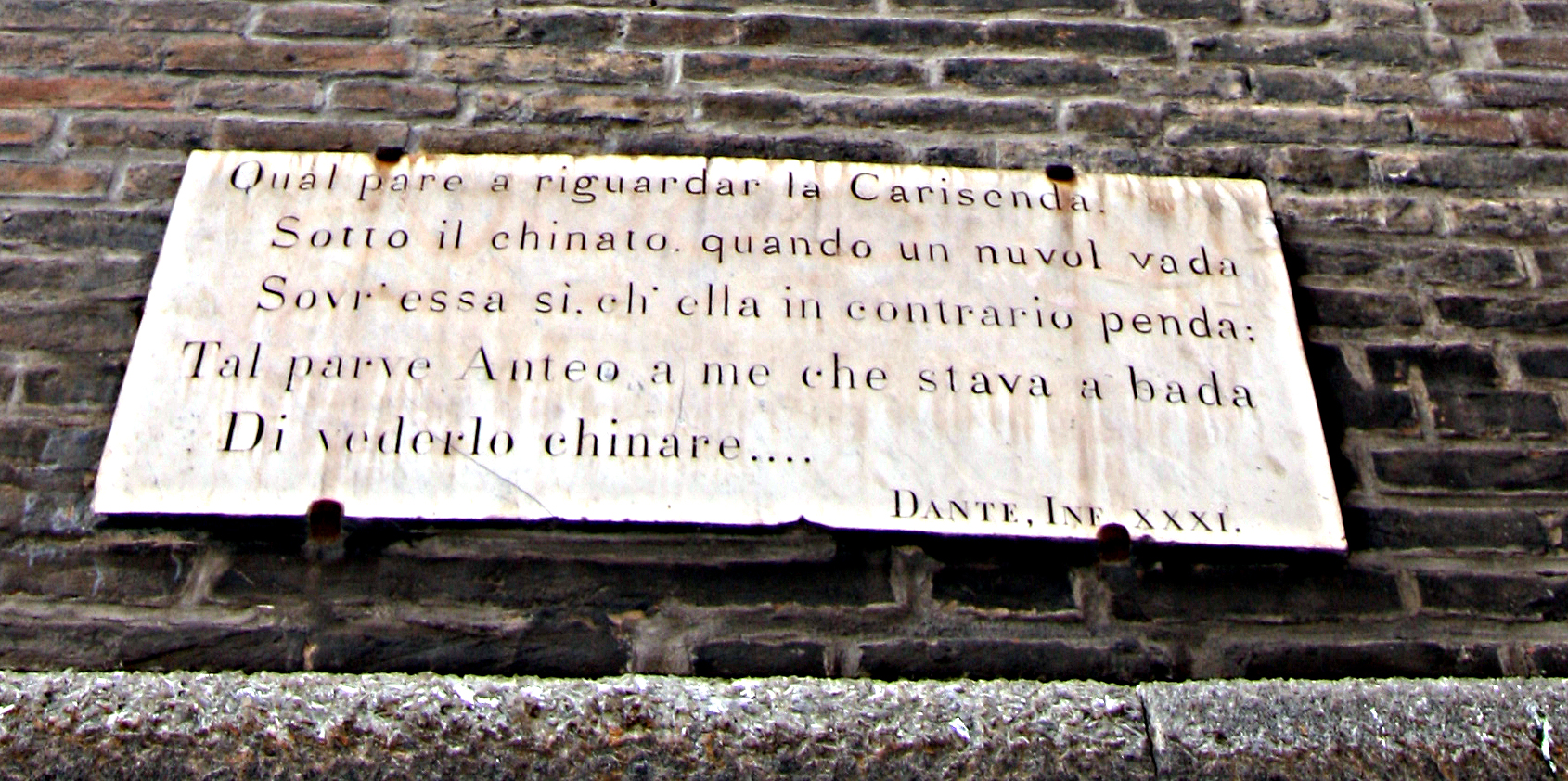
Lapide sulla Torre Garisenda

sotto il chinato quando un nuvol vada
sovr’essa sì ch’ella in contrario penda,
tal parve Anteo a me, che stava a bada
di vederlo chinare...»
(Dante Alighieri, Inferno, canto XXXI)
La Torre Garisenda di Bologna venne citata anche in un sonetto, nel quale Dante maledice i propri occhi perché si son distratti a guardar la Garisenda e non si sono concentrati sulla Torre degli Asinelli, riferendosi probabilmente al passaggio della bella fanciulla di cui tutta Bologna all'epoca parlava e che di lì passava sempre.
Oltre alla versione bolognese, che costituisce la più antica attestazione nota di una rima dantesca, esiste una versione tramandata secondo la lezione dei codici trecenteschi toscani.
| Versione bolognese del 1287 No me poriano zamai far emenda de lor gran fallo gl'ocli mei, set elli non s'acecaser, poi la Garisenda torre miraro cum li sguardi belli, e non conover quella, mal lor prenda ch'è la maçor dela qual se favelli | Versione trecentesca toscana Non mi poriano già mai fare ammenda del lor gran fallo gli occhi miei, sed elli non s'accecasser, poi la Garisenda torre miraro co' risguardi belli, e non conobber quella (mal lor prenda): ch'è la maggior de la qual si favelli |

## Lapide di Strada Maggiore 104
La lapide ricorda che Strada Maggiore è citata nel “De Vulgari Eloquentia” lib. 1 cap. IX (L'eloquenza della lingua volgare). Si tratta di  un trattato in lingua latina scritto da Dante Alighieri tra il 1303 ed i primi mesi del 1305 nel quale Dante sottolinea il primato che la parlata bolognese assume in rapporto alle altre aree linguistiche regionali. Il sommo poeta riconosce come sia stupefacente che delle persone che vivono all’interno della stessa città abbiano parlate differenti, citando proprio i bolognesi di Borgo San Felice in contrapposizione a quelli di Strada Maggiore.
(De Vulgari Eloquentia” lib. 1 cap. IX)
La lapide recita:

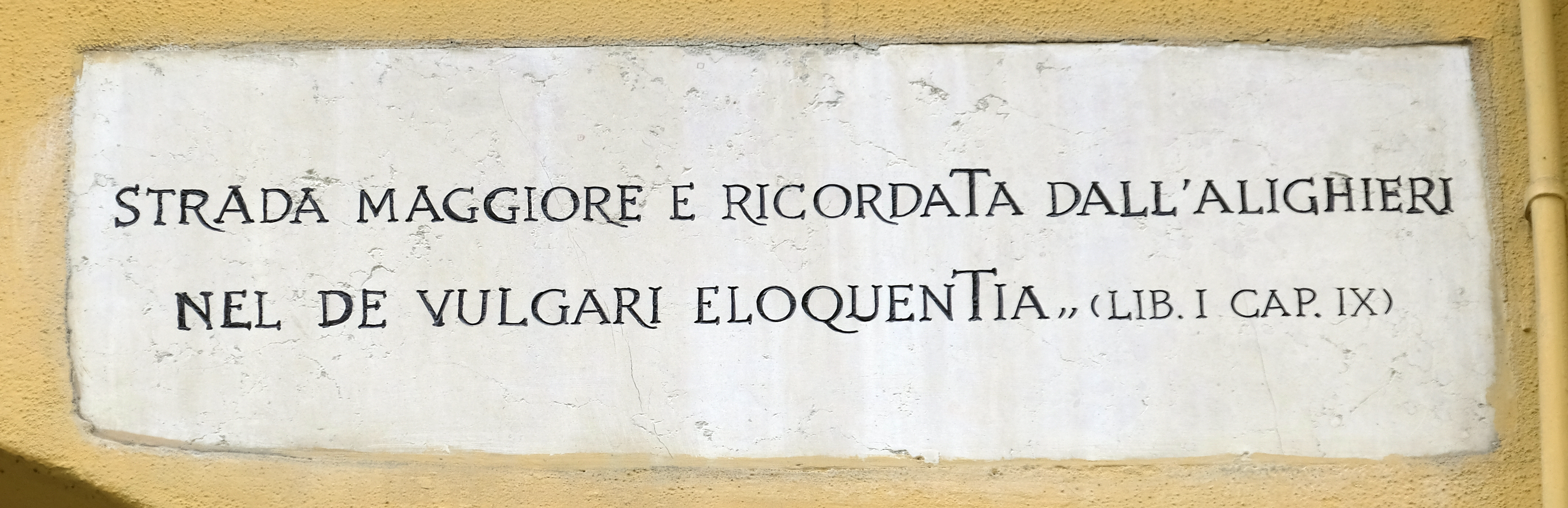
Lapide di Strada Maggiore

nel "De Vulgari Eloquentia" lib. 1 cap. IX»

## Lapide di via Arienti 40
La lapide ricorda la presenza del Convento dei Frati Gaudenti, un ordine militare e ospedaliero sorto nel XIII secolo. L’origine dell’ordine è una confraternita sorta a Bologna che ebbe tra i principali promotori Loderingo degli Andalò che Dante collocherà all'Inferno (Canto XXIII), precisamente nella sesta bolgia dell’ottavo cerchio dell’Inferno, tra gli ipocriti, insieme a Catalano dei Malavolti  (detto anche Catalano dei Catalani),  dove saranno costretti a vagare per l'eternità coperti da cappe di piombo pesantissime, coperte d'oro zecchino.

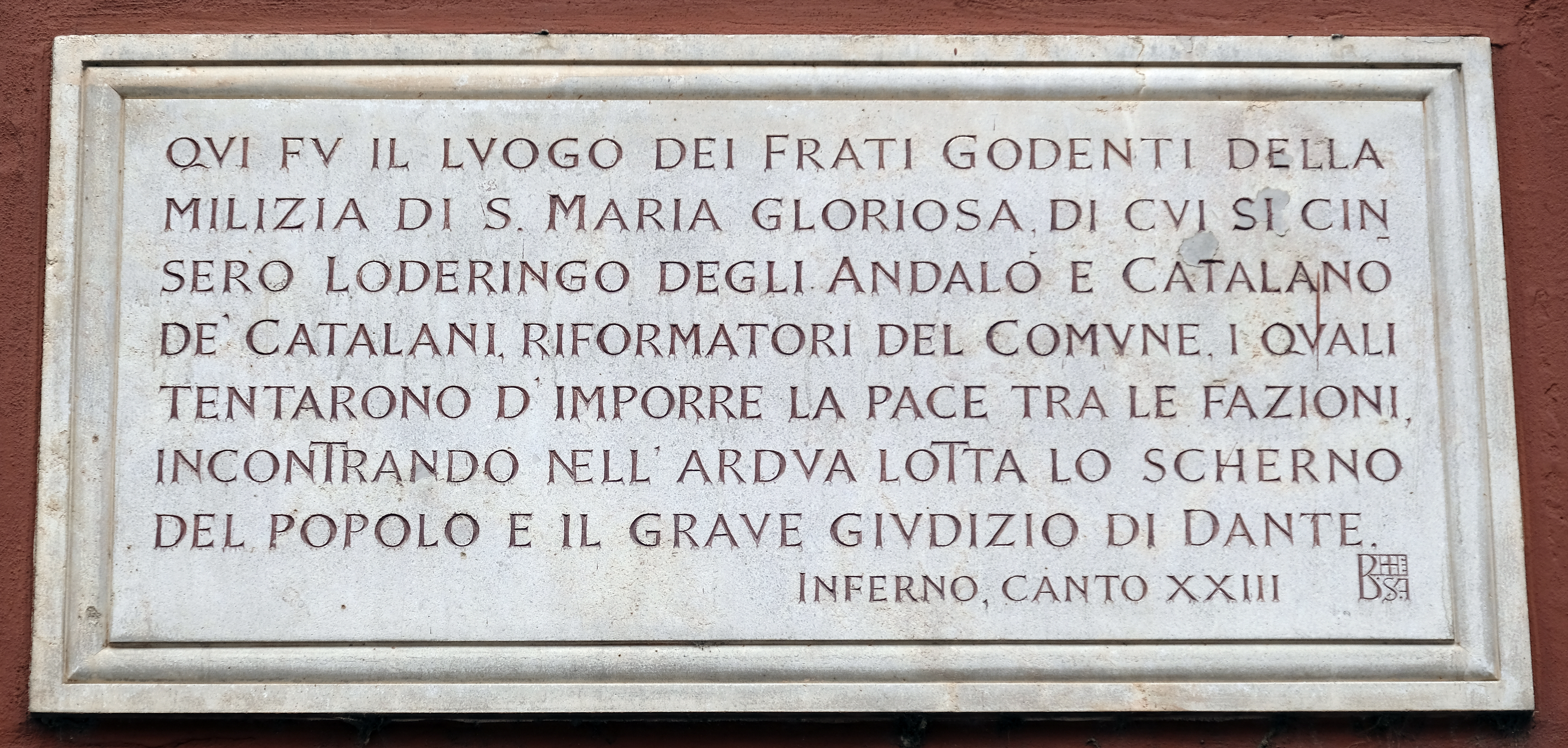
Lapide di Via Arienti 40

ma più non dissi, ch’à l’occhio mi corse
un crocifisso in terra con tre pali…»
(Divina Commedia, Canto XXIII)
La lapide recita:
milizia di S. Maria Gloriosa di cui si cinsero Loderingo degli Andalo' Catalano de' Catalani, riformatori del comune i quali tentarono di imporre la pace tra le fazioni incontrando nell'ardua lotta lo scherno
del popolo e il grave giudizio di Dante Inferno canto XXIII»

## Lapide in via San Felice

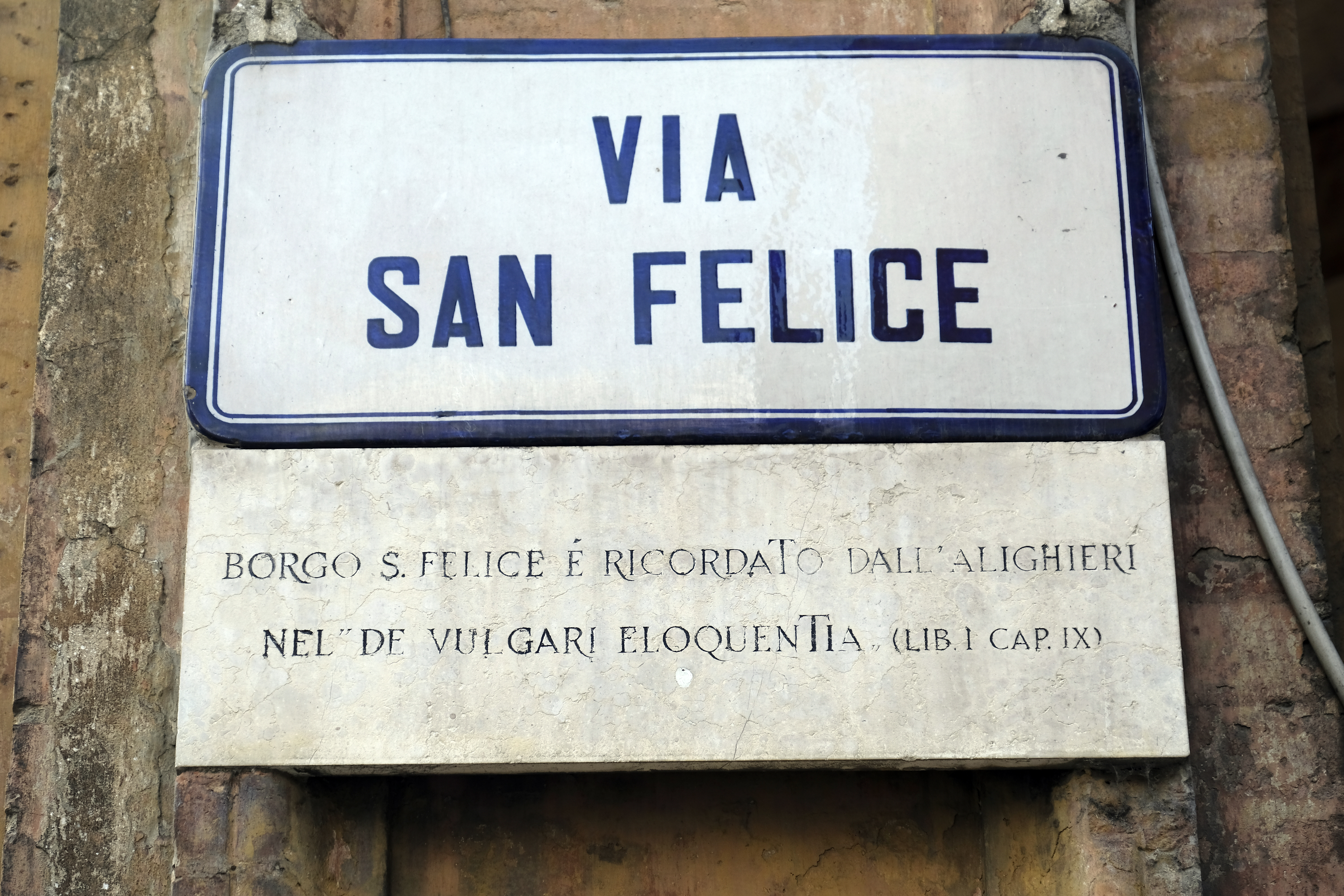
Lapide in via San Felice

La lapide di via San Felice, proprio all’angolo con via Guglielmo Marconi, ricorda che questa zona della città detta Borgo San Felice è stata citata da Dante nel De Vulgari Eloquentia, nel libro I capitolo IX.
Nel trattato, scritto in latino tra il 1303 e il 1305, il sommo poeta sottolinea la differente parlata tra i bolognesi di Borgo San Felice e quelli di Strada Maggiore.
La lapide recita:
nel De Vulgari Eloquentia (Lib. I cap. IX)»

## Lapide di via Volto Santo
La lapide, posta nel 1961, ricorda che in questa zona della città si trovava l’abitazione di Guido Guinizzelli, considerato l’inventore e il padre del Dolce stil novo che Dante ricorderà come padre e maestro nel canto XXVI del Purgatorio.

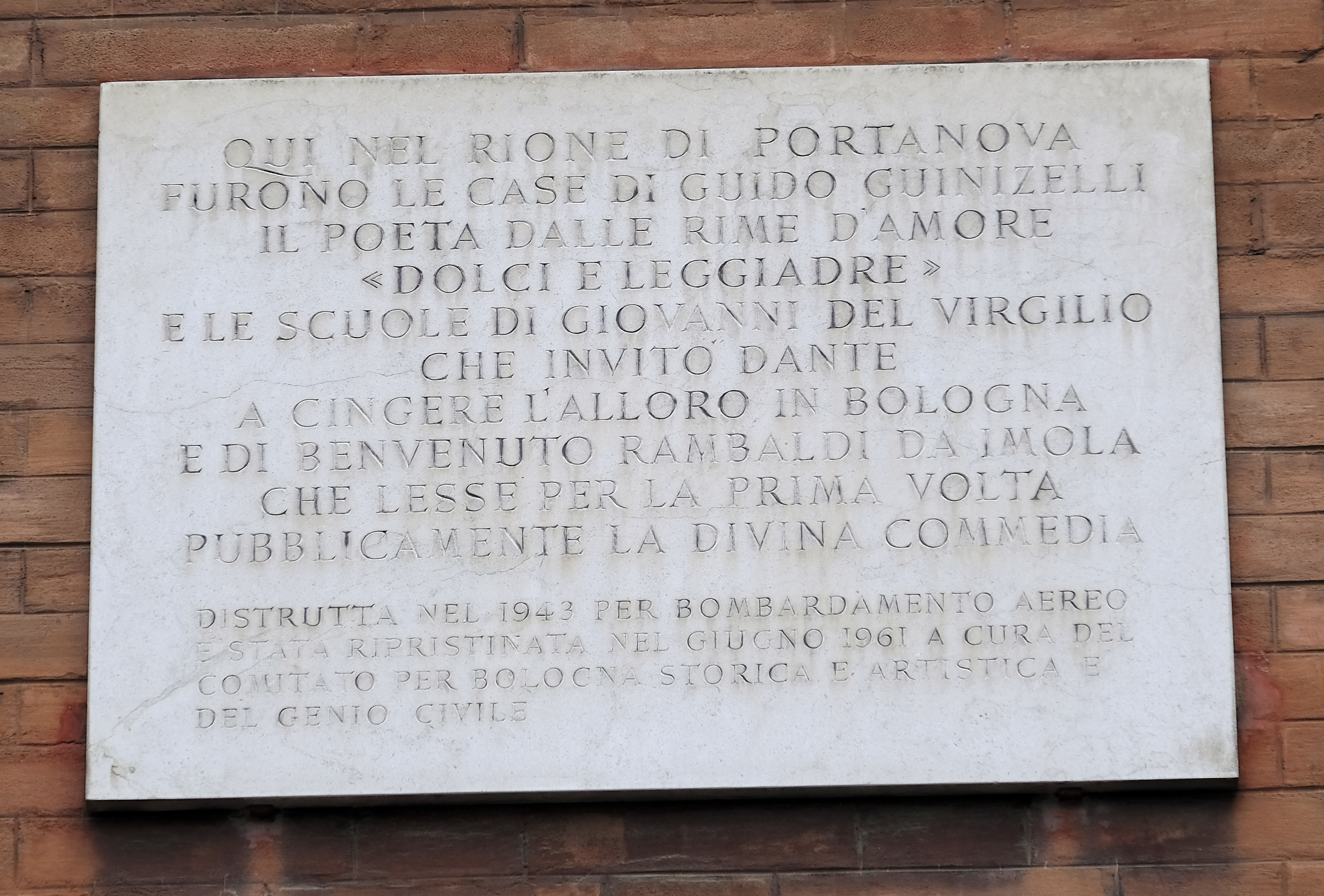
Lapide in via Volto Santo angolo via IV Novembre

mio e de li altri miei miglior che mai
rime d'amor usar dolci e leggiadre»
(Dante Alighieri, Purgatorio XXVI 97-99)
Viene inoltre ricordato che in questo girone insegnavano il poeta grammatico e latinista Giovanni del Virgilio, che con Dante intrattenne una relazione epistolare, e il letterato docente Benvenuto da Imola che fu uno dei primi commentatori della Commedia di Dante.
La lapide recita:
furono le case di Guido Guinizelli
il poeta dalle rime d'amore
"dolci e leggiadre"
e le scuole di Giovanni del Virgilio
che invitò Dante
a cingere l'alloro in Bologna
e di Benvenuto Rambaldi da Imola
che lesse per la prima volta
pubblicamente la Divina Commedia
distrutta nel 1943 per bombardamento aereo
è stata ripristinata nel giugno 1961 a cura del
comitato per Bologna Storica e Artistica e
del genio civile»